# Andrea Buonpadre
Andrea Buonpadre (Roma, 30 maggio 1949 – Roma, 16 marzo 1983) è stato un mafioso italiano, noto per aver fatto parte  dell'organizzazione romana della Banda della Magliana.

## Biografia

### I primi anni
Nato nel quartiere Garbatella, di umili origini, si cimentò fin da giovanissimo in vari mestieri, tra cui il commesso e il barista.

### La carriera criminale
Appena sedicenne riuscì ad affermarsi nel panorama criminale capitolino, in qualità di rapinatore. In questo periodo entra in contatto con la Banda dei Marsigliesi di Maffeo Bellicini, Albert Bergamelli e Jacques Berenguer. Con loro Abbruciati realizza numerosi reati per i quali finisce dietro le sbarre nel 1976.

### L'adesione alla Banda della Magliana
Tornato libero nei primi mesi del 1978, entra in contatto con una batteria di rapinatori della Garbatella, insieme a Gianfranco Sestili ed Enrico Mariotti; sempre in quel periodo conosce alcuni membri dei Nuclei Armati Rivoluzionari, con i quali collabora in attività illecite quali l'usura o lo spaccio di droga. In questo periodo la Banda, occasionalmente, commissiona ai giovani fascisti anche di eliminare alcune persone poco gradite. 
All'interno della Banda, però, nonostante le strette regole auto-imposte dagli stessi componenti, il Camaleonte manterrà sempre una certa indipendenza che rispecchia il suo spirito imprenditoriale e che lo porterà a stringere rapporti di collaborazione con politici corrotti, estremisti di destra, mafiosi  quali Michelangelo La Barbera e Stefano Bontate, e con faccendieri come Flavio Carboni.  
Nel 1981 si schierò a favore di Abbruciati nello scontro interno alla banda con Massimo Barbieri, che si concluderà con l'uccisione di quest'ultimo il 19 gennaio 1982.
Nel 1983 un processo istruito dal procuratore Domenico Sica porta alla luce i suoi legami con la Banda della Magliana, pertanto venne accusato di associazione a delinquere, insieme ad Ettore Maragnoli, Enzo Mastropietro, Marcello Colafigli, Antonio Mancini, Maurizio Abbatino, Libero Mancone ed Edoardo Toscano.

## La morte
Venne trovato assassinato con diversi colpi di pistola nel marzo del 1983, nei pressi della sua abitazione. I colpevoli non vennero mai trovati. Il suo ruolo è sempre stato considerato secondario dalle varie indagini, fino al 1986, quando il collaboratore di giustizia Claudio Sicilia affermò che si trattava di un personaggio con forte potere decisionale all'interno della banda.